# 油倉
油倉（あぶらくら）とは、寺院で用いられる燈油を保管貯蔵するための倉庫。燈油の調達のための経済活動を行うこともあった。
東大寺の油倉は多くの関連史料が残されていることから今日でも研究対象とされることが多い。東大寺の場合には、封戸から上納される燈油を保管するための倉庫として古くから存在したと考えられ、『平家物語』には重源が平宗実を匿った場所とされている（ただし、史実かどうかは不詳）。南都焼討後の東大寺再建事業の過程で、勧進職が油倉の運営に関わるようになり、勧進に関わっていた蓮実（西迎房）による整備によって嘉禎年間には独自の機関としての油倉が成立した。また、その少し前の天福元年（1233年）以降、米や材木など東大寺の勧進・運営に関わりのあるその他の物資の調達・管理についても関わるようになる。油倉は東大寺領の荘園から納められた油、備前国池田荘に代表される油倉直轄の荘園から「油料」の名目で納められた年貢、こうした油料を元にして奈良符坂にあった符坂油座（興福寺大乗院傘下）から調達した油が主な収入であり、更には余剰の年貢である米銭を田畑の買得や貸付などの形で投資をしたり、他の東大寺領や兵庫関などの関所の運営を請負ったりすることで更なる経済的利益を追求している。もっとも、こうした活動も室町時代後期の社会的混乱の中で衰頽し、応仁の乱後の文明年間には活動を停止している。油倉の施設は江戸時代までは油倉を監督する上司倉とともに大仏殿の東北側にあったが、今日では移築されて、油倉は東大寺の本坊経庫（国宝）、上司倉は手向山八幡宮の宝庫（重要文化財）に転用されている。